# Drillnäktergal
Drillnäktergal (Larvivora sibilans) är en asiatisk fågel i familjen flugsnappare.

## Utseende och läte
Drillnäktergalen är av samma storlek som rödhaken, 14 centimeter i längd, och vid en första anblick kan den förväxlas med en amerikansk skogstrast. Den är enfärgat gråbrun ovan och gråvit under, med cirkelformade bleka teckningar på dess kraftigt fläckade strupe och bröst. Övergump och stjärt är lysande roströda medan flankerna är gulbruna. Runt ögat syns en vit ögonring och markerat gulbrunt kindstreck. Näbben är brunsvart och benen rosagrå. Könen är i princip lika, med honan marginellt mindre.
Hanens sång, som på häckplats även kan höras nattetid, består av flera liknande drillande fallande strofer, lite påminnande om en hästs gnäggande.

## Utbredning och systematik
Drillnäktergalen häckar från södra Sibirien till Ochotska havet och övervintrar söderut till södra Kina och Sydostasien. Arten är en mycket sällsynt gäst i Europa med endast sex fynd (varav fem i oktober): 2004 och 2019 i Shetlandsöarna, 2005 i Polen, 2010 i Orkneyöarna, 2011 i engelska Norfolk samt 2012 på Christiansö utanför Bornholm, Danmark.

### Släktestillhörighet
Arten har tidigare först till släktet Luscinia, men genetiska studier visar att det släktet är parafyletiskt, där arterna i Larvivora snarare är närmast släkt med kortvingarna i Brachypteryx.

### Familjetillhörighet
Drillnäktergal med släktingar ansågs fram tills nyligen liksom bland andra stenskvättor, stentrastar och buskskvättor vara små trastar. DNA-studier visar dock att de är marklevande flugsnappare (Muscicapidae) och förs därför numera till den familjen.

## Ekologi och beteende
Drillnäktergalen häckar i barrskog och fuktig lövskog med fallna träd och tät undervegetation, framför allt med ädelgran och gran med pil, al, björk, poppel och fågelbär. Den påträffas huvudsakligen i låglänta områden, men ibland upp till 1.200 meter över havet. Vintertid ses den i skog, busklandskap, parker och trädgårdar.
Fågeln häckar i juni eller juli och lägger fem till sex ägg i ett skålformat bo som placeras nära marken, ofta i ett hål i ett träd. Flyttningen inleds snart efter att ungarna blivit flygga, i slutet av augusti i Ryssland och några veckor senare i Korea. På våren återvänder de igen till Korea i maj och Ryssland i början av juni. Den undgår lätt upptäckt när den födosöker huvudsakligen på marken efter myror, skalbaggar, spindlar och andra ryggradslösa djur. 

## Status och hot
Arten har ett stort utbredningsområde, men tros minska i antal, dock inte tillräckligt kraftigt för att den ska betraktas som hotad. Internationella naturvårdsunionen IUCN listar arten som livskraftig (LC).  Världspopulationen har inte uppskattats men den beskrivs som generellt vanlig.